# رادولفتسل آم بودن‌زی
شهر رادولفتسل آم بودن‌زی (به آلمانی: Radolfzell am Bodensee) در ایالت بادن-وورتمبرگ در کشور آلمان واقع شده‌است.